# 다마노이촌 (아이치현)
다마노이촌(玉ノ井村)은 아이치현 하구리군에 설치되었던 촌이다. 현재의 이치노미야시에 해당한다.